# Medaura makassarinus
Medaura makassarinus är en insektsart som först beskrevs av John Obadiah Westwood 1859.  Medaura makassarinus ingår i släktet Medaura och familjen Phasmatidae. Inga underarter finns listade i Catalogue of Life.